# Gélaucourt
Gélaucourt is een gemeente in het Franse departement Meurthe-et-Moselle (regio Grand Est) en telt 59 inwoners (2009). De plaats maakt deel uit van het arrondissement Toul.

## Geografie
De oppervlakte van Gélaucourt bedraagt 2,3 km², de bevolkingsdichtheid is dus 25,7 inwoners per km².
De onderstaande kaart toont de ligging van Gélaucourt met de belangrijkste infrastructuur en aangrenzende gemeenten.

## Demografie
Onderstaande figuur toont het verloop van het inwonertal (bron: INSEE-tellingen).